# Paul Gilson

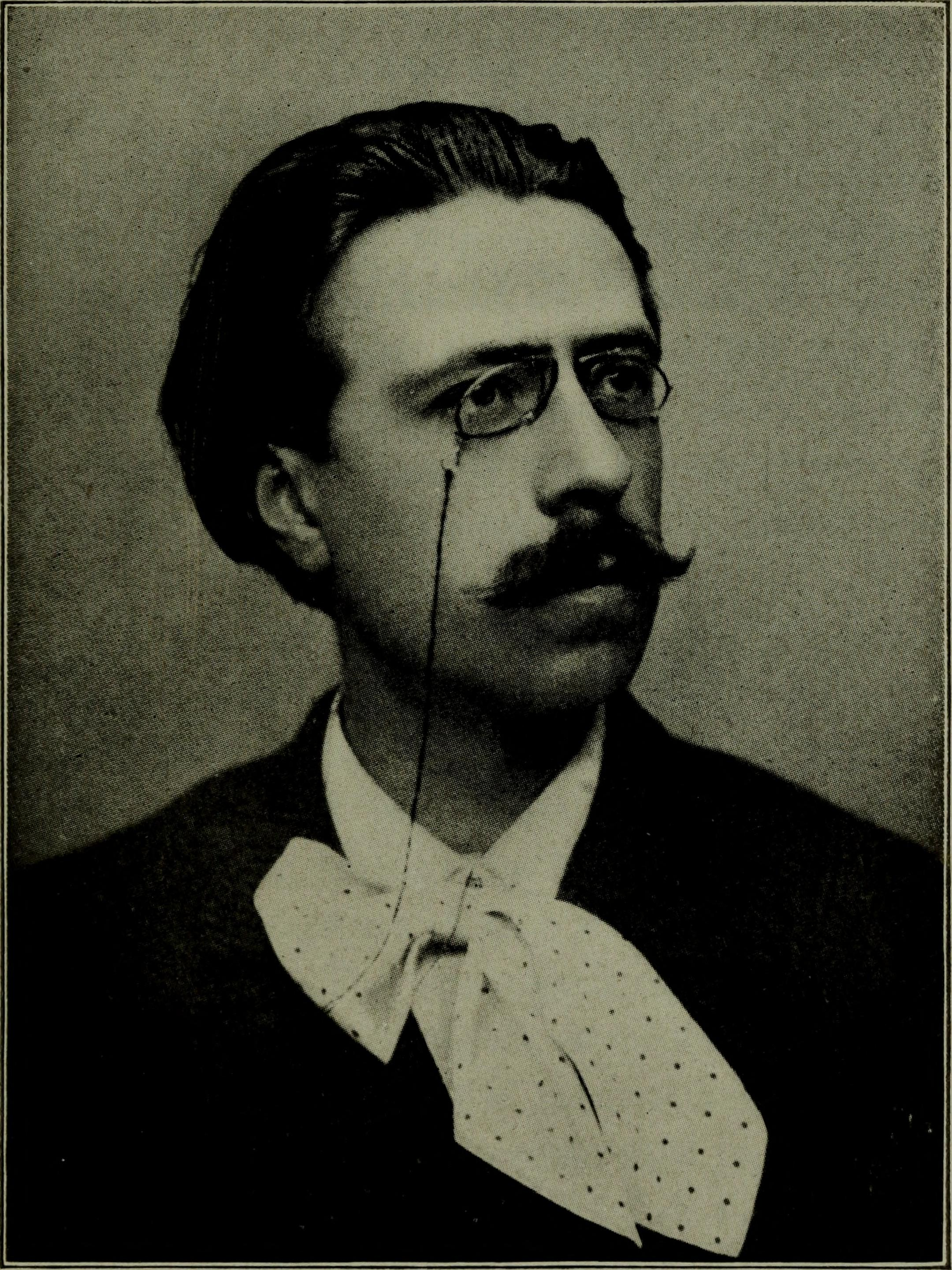
Paul Gilson (1905)

Paul Gilson (Bruselas, 15 de junio de 1865 - Bruselas, 3 de abril de 1942) fue un compositor belga.
Recibió las primeras lecciones de música del organista del lugar. A los 17 años se trasladó a Bruselas donde escuchó los consejos de Gevaert, obteniendo en 1889 el Premio Roma (belga) con su cantata Sinaï. En el Teatro Real de la Monnaie presentó Las Nibelungen y en un concierto popular Les Russes. Consiguió el apoyo de Wagner y Rimski-Kórsakov.
Su obra La Mer, dio la vuelta a Europa: Bruselas, Londres, San Petersburgo, Varsovia, Berlín (donde la dirigió Richard Strauss) y París. Tuvo el mismo éxito en Amberes y Bruselas con el drama lírico Princesse Rayon de Soleil. Además una obra considerable: coros populares, páginas para fanfarrias, transcripciones y diversos arreglos.
Con Jean Absil a la cabeza, los jóvenes belgas de los años veinte fueron sus discípulos y presidió la agrupación de los Synthetistes (Marcel Poot, Nicolas Bernier, Gaston Brenta y Maurice Schoemaker).

## Su obra

### Música vocal
- Mélodies écossaires, canto y orquesta.
- Cantate inaugurale, estrenada en Bruselas en 1897.
- Francesca da Rimini, (1892), oratorio.

### Música teatral
- Princesa rayo de sol, representada en Amberes en 1903.
- La captive, ballet, representado en Bruselas en 1902.

- Datos: Q958774
- Multimedia: Paul Gilson / Q958774